# Diana Hendry
Diana Lois Hendry (Wirral, 2 de octubre de 1941) es una escritora inglesa de poesía, cuentos e historias cortas. Ganó el Whitebread Award (ahora el Premio Costa Book) en 1991, y fue nominada nuevamente en 2012.

## Trayectoria profesional
Diana Hendry nació en Wirral, Inglaterra, siendo una de tres hijos. Trabajó como periodista en radio y medios impresos, incluyendo una columna en The Western Mail de Cardiff (1960-65). Cursó su carrera universitaria cuando tenía 39 años  en la Universidad de Bristol. Comenzó su carrera como escritora gracias a que la esposa de su profesor Diana Wynne Jones quien vio su trabajo y se lo presentó a su editor. Enseñó Inglés en una escuela para hombres y posteriormente escritura creativa en la Universidad de Bristol entre 1995 y 1997.
Diana Hendry ha escrito más de 40 libros para niños, incluyendo Harvey Ángel, el cual ganó un Whitbread Award en 1991. Ganó el primer premio en 1996  en la Housman Society Competition por su poesía y fue escritora en su beca en la Enfermería Real Dumfries y Galloway  (1997-1998). Sus colecciones de poesía para adultos incluye Making Blue (Peterloo, 1995), Borderers (Peterloo, 2001), Twelve Lilts: Psalms & Responses (Mariscat Prensa, 2003) y Late Love: And Other Whodunnits (2008). Su libro The Seeing, inspirado en sus memorias de niñez de la guerra, fue nominado para el Scottish Children's Book Award (2013). Fue tutora en la Fundación Arvon y escribe para el Spectator.
Diana Hendry vive en Edimburgo con su pareja Hamish Whyte de Mariscat Press. Tiene dos hijos y tres nietos. Sus influencias incluyen novelistas como  Charles Langbridge Morgan, Albert Camus, Muriel Spark, Elizabeth Obispo y Seamus Heaney. Disfruta hacer yoga y tocar el piano.

## Premios y reconocimientos
- 1976: Primer lugar Stroud International Poetry Competition[1]
- 1985:  Nominada para el Smartie Award
- 1993: Segundo lugar Peterloo Poetry Competition 1993
- 1991: Premio Whitbread (de novela para niños) 1991
- 1996: Primer lugar Housman Society Poetry Competition
- 2001: Premio de Libro para Niños de Consejo de Artes escocesas
- 2002: Premio del Consejo de Artes escocés[11]
- 2007: Beca Robert Louis Stevenson (con Hamish Whyte)[12]
- 2008:  Fellow en la Universitario de Edimburgo, Ciencia e Ingeniería[13]
- 2009: Fellow en la Oficina de Aprendizaje, Universidad de Edimburgo[13]
- 2013: Nominada para el Premio Costa Book
- 2013: Nominada para el Premio Escocés de libros para niños

### Antologías de poesía
- Making Blue, Peterloo Poets, 1995

- Borderers, Peterloo Poets, 2001

- Twelve Lilts: Psalms & Responses, Mariscat Press 2003
- Sparks! (con Tom Pow), Mariscat Press 2005
- Late Love and Other Whodunnits, Peterloo/Mariscat Press, 2008
- The Seed-Box Lantern: New & Selected Poems 2013
- Dancing Class

### Ficción para niños
- The Very Noisy Night, ilustrado por Jane Chapman. Little Tiger Press, 1998
- The Very Busy Day, ilustrado por Jane Chapman Little Tiger Press, 2001
- The Very Snowy Christmas, ilustrado por Jane Chapman. Little Tiger Press, 2005
- Oodles of Noodles, ilustrado por Sarah Massini.  Little Tiger Press, 2008
- Harvey Angell, Julia MacRae/Walker Books, 1991; Red Fox, 2003 and 2012
- Harvey Angell and the Ghost Child, MacRae/Red Fox 1997, 2003 and 2012
- Harvey Angell Beats Time, Red Fox, 2003 and 2012
- You Can’t Kiss it Better, Red Fox, 2003
- The Seeing, Bodley Head, 2012